# Drepanogynis tripartita
Drepanogynis tripartita là một loài bướm đêm trong họ Geometridae.